# 科季 (拉季維利夫區)
50°11′56″N 25°26′23″E / 50.19889°N 25.43972°E
科季（烏克蘭語：Коти），是烏克蘭西北部的村莊，隸屬里夫內州的杜布諾區。該村始建於1642年，面積0.14平方公里，海拔高度231米，2001年人口31，人口密度每平方公里226.3人。